# Cửa hàng một điểm đến

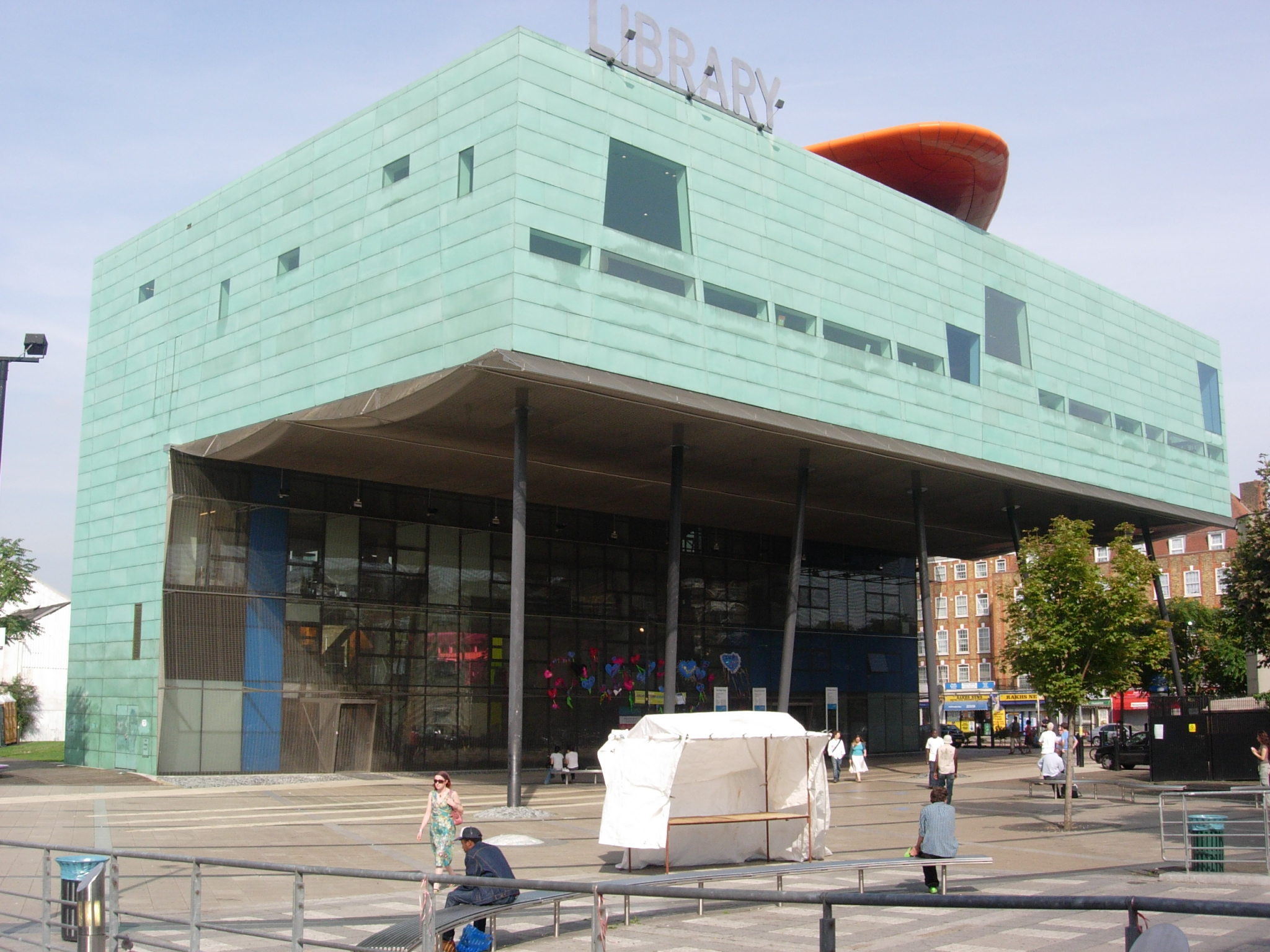
A Southwark council One Stop Shop is housed in Peckham Library.

Cửa hàng một điểm đến (tiếng Anh: one-stop shop) là trung tâm kinh doanh/cửa hàng có diện tích lớn, đáp ứng đa dạng nhu cầu của khách hàng (từ đa dạng về phong cách, mẫu mã, chủng loại đến phân khúc giá cả). Tại đây, chỉ một lần dừng chân, khách hàng có thể lựa chọn, mua sắm cho nhiều nhu cầu khác nhau của mình.
Cửa hàng một điểm đến chỉ chuyên kinh doanh đa dạng sản phẩm của một ngành hàng. Vì vậy, Cửa hàng một điểm đến mang đến cho người tiêu dùng sự tập trung, chuyên sâu nhất định của sản phẩm trong ngành hàng đó.